# ETERNITY ～Love & Songs～
《ETERNITY ～Love & Songs～》（曠世情歌 ～Love ＆ Songs～）為日本歌手倖田來未於2010年10月13日發行的首張翻唱專輯。

## 解說
- 為慶祝迎向10周年的特別企劃的翻唱專輯。
- 翻唱日本80年代到近幾年的人氣歌曲。
- 使用新銳製作人，運用最新的R&B、電子音樂、舞曲等，再次編曲所製作的翻唱專輯[1]。
- 初回版為豪華特殊紙殼包裝。

## 曲目
1. TATTOO（日语：TATTOO (中森明菜の曲)）【中森明菜／1988年】
作詞：森由里子　作曲：関根安里　編曲：龜田誠治
  - 邀請龜田誠治擔任製作人，完成這首具侵略性的帥氣搖滾編曲「TATTOO」。和龜田誠治認識了很長的一段時間，這次，終於實現了兩人合作。結束錄音後兩人也互相讚賞「棒透了！！」，完成了卯足全勁的成果。
2. 逝去的愛（日语：ラヴ・イズ・オーヴァー）（ ）【歐陽菲菲／1984年】
作詞: 伊藤薫　作曲: 伊藤薫　編曲: COLDFEET
  - 由作為中島美嘉與化學超男子等歌手的製作人而為人熟知的COLDFEET，他所帶來的絕妙JAZZY樂曲。是一首能窺見歌手倖田來未成熟一面的歌曲。
3. SWEET MEMORIES【松田聖子／1983年】
作詞：松本隆　作曲：大村雅朗　編曲：Hiroshi Nakamura
  - i-dep的Hiroshi Nakamura所帶來的輕快流行樂音，溫柔包裹住倖田來未的歌聲，完成了悅耳的優美樂音。
4. 說不出口（日语：言えないよ）【鄉廣美／1994年】
作詞：康珍化　作曲：都志見隆　編曲：Gakushi
  - 將不朽的名曲改編為R&B風格聽來格外新鮮。製作出性感的極致床邊歌曲。
5. 午夜零時前的灰姑娘（日语：「…好き×××」/0時前のツンデレラ）【misono／2010年】
作詞：misono　作曲：伊橋成哉　編曲：村田昭
  - 親妹妹misono的歌曲由姊姊倖田來未翻唱。與原曲大相徑庭，改編為沉穩的鋼琴編曲。
6. 電眼女孩（日语：め組のひと）（ ）【RATS & STAR（日语：ラッツ&スター）／1983年】
作詞：麻生麗二　作曲：井上大輔　編曲：Alfred "The Angel" Tuoheny
  - 以好的方面來說大大背叛人們的期待，沒想到是電音編曲。不讓人感受到時代感，以嶄新的編曲重新復甦！節奏感強，且明亮活力十足的歌聲最完美！
7. BE MY BABY（日语：BE MY BABY）【COMPLEX（日语：COMPLEX）／1989年】
作詞：吉川晃司　作曲：布袋寅泰　編曲：TAZZ
  - 節奏感十足，且氣勢撼人的，最前衛的電音HIP-HOP編曲，是唯有倖田來未才能呈現的樂音。將男性的歌曲，毫不畏懼地演唱出屬於自己的風格，這點讓人敬佩不已。
8. 小情歌（小さな恋のうた） 【MONGOL800／2001年】
作詞：キヨサク　作曲：MONGOL800　編曲：渡邊善太郎
  - 由做為Chara 恰拉及KIRINJI的製作人而為人熟知的，渡邊善太郎所帶來的搖滾編曲。與有活力且速度感強的MONGOL800原曲相異，歌曲中傳達出倖田來未特有的溫柔韻味。
9. 酒紅色的心（日语：ワインレッドの心）【安全地帶／1983年】
作詞：井上陽水　作曲：玉置浩二　編曲：UTA
  - 這是安全地帶於1984年發行的暢銷曲。猶如曲名一般，完成了有如熟成的紅酒般味道深沉的歌曲。氣勢十足的曲調，更增加了歌詞的說服力。
10. I Love you, SAYONARA（日语：I Love you, SAYONARA）【THE CHECKERS／1987年】
作詞：藤井フミヤ　作曲：大土井裕二　編曲：TANAKA JUN
  - 改編為溫柔氛圍的Lover Rock風格。正因為編曲單純使得倖田來未的歌聲能打動人心。從歌曲中感受到的溫暖之情，同時讓人感受到倖田來未的人品。
11. Swallowtail Butterfly ～愛之歌～（Swallowtail Butterfly ～あいのうた～）【YEN TOWN BAND／1996年】
作詞：岩井俊二、CHARA、小林武史　作曲：小林武史　編曲：末光篤、弦一徹
  - ATSUSHI SUEMITSU帶來，呈現出在沉靜中，給人強而有力的印象的編曲。
12. 再會的彼方（さよならの向う側）【山口百恵／1980年】
作詞：阿木燿子　作曲：宇崎龍童　編曲：h-wonder 、弦一徹
  - 名曲才有的韻味、深度以倖田來未獨特的歌唱力量來表現。飄散著沉穩的成熟氛圍。原曲的作曲者，宇崎龍童也送來了「聽說要翻唱百惠的歌曲，聽過完成的歌曲後，覺得完美唱好了這首歌。萬分感謝。」這樣的評語。

## 資料來源
1. ↑  . 倖田來未（こうだくみ）OFFICIAL WEBSITE. 2010-09-13  [2010-09-16]. （原始内容存档于2010-09-16）.